# Miami Arena
Miami Arena era una pista esportiva coberta situada a Miami, Florida. El local va servir com a llar de Miami Heat de l'NBA, Florida Panthers de la NHL, així com Miami Hurricanes de l'NCAA.

## Història
La pista va costar de 52,5 milions de dòlars i les obres es van acabar el 1988. Va retirar els negocis del Hollywood Sportatorium i finalment en va provocar la  demolició. L'arena va ser la llar dels Miami Heat del 1988 al 1999, els Florida Panthers del 1993 al 1998, els equips de bàsquet de la Universitat de Miami del 1988 al 2003, els Miami Hooters de la Arena Football League del 1993 al 1995 i els Miami Matadors de la ECHL el 1998. El primer partit jugat pels Heat va ser una derrota contra els Los Angeles Clippers, 111-91, el 5 de novembre de 1988; la primera victòria va arribar un mes i mig després contra el Utah Jazz, 101-80.
L'arena també va acollir el All-Star Game de l'NBA del 1990, la Royal Rumble de la WWF del 1991, la final regional d'Est Bàsquet masculí de la NCAA del 1994, les finals de la Copa Stanley de la NHL de 1996 i les finals de la conferència dels playoffs de l'NBA de 1997 entre els Miami Heat i els Chicago Bulls.
El 1998, el Miami Arena, igual que la majoria d'estadis esportius construïts a final dels anys vuitanta, començava a mostrar signes d'obsolescència, tot i fer només deu anys. No hi havia prou seients, en comparació amb qualsevol estadi de l'NBA o la NHL. A més, els equips esportius en general van començar a voler instal·lacions més modernes, concretament suites de luxe i noves concessions. El 2 de gener del 2000, el Heat es va traslladar al nou American Airlines Arena, situat a tres illes a l'est de Miami Arena, a la riba de la badia de Biscayne. Dos anys abans, els Panthers també havien abandonat Miami Arena per jugar al que ara és el BB&T Center (originalment el National Car Rental Center) situat a Sunrise, a prop del centre comercial més gran de Florida, Sawgrass Mills.
Després de l'any 2000, l'arena va passar a ser inactiva, ja que la majoria dels concerts que es van celebrar al Miami Arena es van traslladar a llocs més nous, inclosos el BB&T Center, l'American Airlines Arena o el Hard Rock Live a Hollywood. No obstant això, els Miami Manatees del WHA2 van jugar al Miami Arena el 2003 i el Miami Morays futbol sala del 2005 al 2006.
L'arena era fàcilment accessible mitjançant transport públic, amb una parada de metrorail a l'estació Historic Overtown/Lyric Theatre just al costat del carrer (antigament coneguda com a estació Overtown/Arena). Els autobusos urbans de Miami-Dade també donen servei a la zona de l'arena al centre de la ciutat. El Miami Arena de vegades es deia “Pink Elephant”, perquè era un elefant blanc amb parets de color rosa.
El 2004, l'arena es va vendre en una subhasta pública a Glenn Straub, un inversor del comtat de Palm Beach, per la meitat del preu que la ciutat de Miami va pagar per a construir-lo. El 3 d'agost de 2008, Straub va anunciar en una entrevista televisiva que l'interior de l'arena havia estat netejat i que l'edifici seria enderrocat. El 21 de setembre de 2008, es va explotar el terrat del Miami Arena. Mentre les parets exteriors van romandre dempeus després de la implosió, la demolició va continuar fins a la caiguda del mur oest el 21 d'octubre de 2008. Ara existeix un aparcament on solia estar l'arena.